# (8358) Rickblakley
(8358) Rickblakley est un astéroïde de la ceinture principale.

## Description
(8358) Rickblakley est un astéroïde de la ceinture principale. Il fut découvert le 4 novembre 1989 à l'Observatoire Palomar par Carolyn S. Shoemaker et David H. Levy. Il présente une orbite caractérisée par un demi-grand axe de 2,39 UA, une excentricité de 0,18 et une inclinaison de 1,6° par rapport à l'écliptique.

## Compléments